# Béatrix de Choiseul
Béatrix de Choiseul, född 1729, död 1794, var en fransk salongsvärd och bibliofil.
Hon var dotter till Franz Joseph Marquis de Choiseul, Marquis of Stainville, och Marie-Louise Bassompierre, och syster till finansminister Étienne François de Choiseul. Hon gifte sig 1759 med hertig Antoine av Gramont, men separerade från honom och levde sedan med sin bror och svägerska.
Hon beskrivs som intelligent, viljestark och ambitiös. Hon sammanställde ett bibliotek som blev känt under hennes samtid, höll en litterär salong och beskrivs som personlig vän till madame de Pompadour. Efter Pompadours död 1764 hade Gramont ambitionen att ersätta henne som kungens mätress och blev som sådan rival till Anne d'Esparbès, men misslyckades. Hon intog en dominant plats i hovets sällskapsliv. 
När Ludvig XV presenterade sin nya officiella mätress Madame du Barry vid hovet 1769, utsattes denna för en social bojkott av hovadeln under ledning av Gramont och hennes svägerska. Denna fientlighet ska ha bidragit till att hennes bror så småningom miste sin post som minister. 
Hon arresterades under skräckväldet, dömdes som skyldig till att ha skickat bidrag till exilrojalister och avrättades. Då hon inför revolutionstribunalen tillfrågades om hon hade sänt pengar till emigranter, svarade hon: 
"Jag tänkte säga nej, men mitt liv är inte värt en lögn."